# María Eugenia Arrizabalaga
María Eugenia Arrizabalaga Olaizola (Zumaya, Guipúzcoa, 15 de enero de 1967) es una abogada y política española.
Es juntera en las Juntas Generales de Guipúzcoa desde 2015 y portavoz del Grupo Parlamentario PNV en la cámara foral desde 2019.
Desde 2024 es la presidenta del Gipuzko Buru Batzar, la ejecutiva guipuzcoana del Partido Nacionalista Vasco.
Anteriormente desempeñó los cargos de alcaldesa de Zumaya (2003-2007) y diputada del Parlamento Vasco (2009-2015 y 2020-2024).

## Biografía
Nació en Zumaya en 1967. Es licenciada en derecho por la Universidad de Deusto. Es militante del Partido Nacionalista Vasco desde 1996. Desde entonces ha ocupado múltiples cargos públicos.
De 1995 a 2011 fue concejal del Ayuntamiento de Zumaya, además durante esta época, de 2003 a 2007 ocupó la alcaldía del municipio.
En las elecciones al Parlamento Vasco de 2009 fue elegida diputada del Parlamento Vasco por Guipúzcoa, y desde entonces es miembro de esta cámara en las IX, X, XII y XIII legislaturas.
Además de 2015 a 2023 ha sido miembro de las Juntas Generales de Guipúzcoa por la circunscripción de Deva Urola durante la X y XI legislaturas. Ha pertenecido en ambas legislaturas a la junta de portavoces en representación del grupo juntero de nacionalistas vascos.